# Bertrand II van Forcalquier
Bertrand II van Forcalquier (circa 1145 - 1207) was van 1151 tot aan zijn dood graaf van Forcalquier. Hij behoorde tot het huis Urgell.

## Levensloop
Bertrand II was de oudste zoon van graaf Bertrand I van Forcalquier uit diens huwelijk met Josserande de la Flotte. Na de dood van zijn vader in 1151 werd hij samen met zijn jongere broer Willem IV graaf van Forcalquier.
Tijdens zijn regering moesten Bertrand en Willem strijden tegen koning Alfons II van Aragón, eveneens graaf van Provence, die op gebiedsuitbreiding aasde. In 1193 werden ze gedwongen om zich te onderwerpen en het Verdrag van Aix-en-Provence te ondertekenen, waarin Willems kleindochter Gersindis van Sabran uitgehuwelijkt werd aan graaf Alfons II van Provence, een zoon van Alfons II van Aragón.
Na de dood van Alfons II van Aragón in 1196 profiteerden de broers van de jeugdigheid van Alfons II van Provence om de vijandigheden te hervatten. Ze verwoestten de omgeving van Aix-en-Provence en sloten een bondgenootschap met dauphin Guigo VI van Viennois, die uitgehuwelijkt werd aan Beatrix van Sabran, de zus van Willems kleindochter Gersindis. De broers werden echter verslagen door de Aragonezen en moesten zich opnieuw onderwerpen. Bertrand II overleed in 1207, zijn broer Willem IV twee jaar later.

## Huwelijk en nakomelingen
Bertrand II was gehuwd met Cecilia van Béziers. Ze kregen minstens twee dochters:
- Beatrix, huwde met Pons Justas
- Cecilia, huwde met burggraaf Rogier III van Couserans